# Jarun kup
Jarun kup je EBT-ov (European Beach Handball Tour) turnir u rukometu na pijesku koji se održava u Zagrebu. Najveći je to hrvatski turnir u rukometu na pijesku te jedan od najvećih u Europi po kriteriju EBT-ovih bodova. Organizator turnira je Akademski klub rukometa na pijesku Zagreb, poznat i kao Detono Zagreb. Turnir se uvijek igra tijekom Praznika rada (1. svibnja) te se često naziva i prvosvibanjski turnir.

## Izdanja
| Naziv turnira 2013.- Jarun kup 2012. Persil kup 2010.-'11. OVB kup 2009. Jarun kup 2008. Bundek kup | Lokacija 2009.- Jarun 2008. Bundek |

Legenda:
* istovremeno sa seniorskim održavaju se i turniri muških i ženskih mlađih dobnih skupina
██ broj 1 turnir po broju EBT bodova u sezoni
██ top 5 turnir po broju EBT bodova u sezoni
██ top 15 turnir po broju EBT bodova u sezoni
| Broj * država | Broj stranih ekipa | Broj stranih ekipa | Broj ekipa | Broj ekipa | Broj ekipa | EBT bodovi | Izdanje | M                     | M                     | M                                           | Ž                                        | Ž                    | Ž                                             | Najbolji strijelci | Najbolji strijelci                                       | Ref           |
| ------------- | ------------------ | ------------------ | ---------- | ---------- | ---------- | ---------- | ------- | --------------------- | --------------------- | ------------------------------------------- | ---------------------------------------- | -------------------- | --------------------------------------------- | ------------------ | -------------------------------------------------------- | ------------- |
| Broj * država | M                  | Ž                  | Svi        | Ms*        | Žs*        | EBT bodovi | Izdanje | Pobjednik             | Finalist              | Polufinalisti                               | Pobjednik                                | Finalist             | Polufinalisti                                 | Najbolji strijelci | Najbolji strijelci                                       | Ref           |
|               |                    |                    |            |            |            |            | 2020.   | Nepoznata kratica »«  | Nepoznata kratica »«  | Nepoznata kratica »« · Nepoznata kratica »« | Nepoznata kratica »«                     | Nepoznata kratica »« | Nepoznata kratica »« · Nepoznata kratica »«   |                    | ()                                                       |               |
| 14            |                    |                    | 82         | 20         | 10         | 440        | 2019.   | Detono Zagreb         | HEI Beachhandball     | Toyota MHC Dubrava Beach Stars BHC          | Toyota MHC Dubrava                       | LadyBugs             | WBHC Kontesa Nera Westsite Amsterdam          | 130 115            | Ivan Jurić (Detono Zagreb) Lucija Kelava (Kontesa Nera)  |               |
| 10 ili 13     |                    |                    | 75 ili 78  | 19         | 12         | 370        | 2018.   | Ekaterinodar          | HEI Beachhandball     | BHC Sesvete Švedska reprezentacija          | Kontesa Nera                             | MHC Dubrava          | BHC 2areg Detono Zagreb                       | 105 81             | Egor Kochura (Ekaterinodar) Mirna Vučković (BHC Dubrava) | [ 4 ] [ 5 ]   |
| 8             |                    |                    | 59         | 20         | 11         | 289        | 2017.   | Detono Zagreb         | Hshop                 | BHC Dubrava BHC Sesvete                     | Multichem-Szentendrei NKE                | BHC Dubrava          | Detono Zagreb Kontesa Nera                    |                    |                                                          | [ 6 ] [ 7 ]   |
| 7             |                    |                    | 59         | 20         | 13         | 164        | 2016.   | Detono Zagreb         | BHC Dubrava           | BHC Sesvete KRP Sokol                       | Agenta Girls (Multichem-Szentendrei NKE) | Detono Zagreb        | Camelot Tilburg Juko Gru Piotrkow Trybunalski |                    |                                                          | [ 8 ] [ 9 ]   |
| 4             |                    |                    | 46         | 20         | 6          | 148        | 2015.   | Detono Zagreb         | Let Cepelin Toma-Soft | Camelot Tilburg KRP Sokol                   | Westsite                                 | Camelot Tilburg      | Chemo-profili Zagreb AKRP Zagreb              |                    |                                                          | [ 10 ] [ 11 ] |
| 2             |                    |                    | 45         | 19         | 6          | •          | 2014.   | Detono Zagreb         | KRP Sokol             | Nepoznata kratica »« · Nepoznata kratica »« | Swanky Mint Hostel Zagreb                | Camelot Tilburg      | Nepoznata kratica »« · Nepoznata kratica »«   |                    |                                                          | [ 12 ]        |
| 2             |                    |                    | 37         | 14         | 6          | •          | 2013.   | Detono Zagreb         | Let Cepelin Toma-Soft | Nepoznata kratica »« · Nepoznata kratica »« | Detono Zagreb                            | Kontesa Nera         | Nepoznata kratica »« · Nepoznata kratica »«   |                    |                                                          | [ 13 ]        |
| 1             |                    |                    | 31         | 16         | 5          | •          | 2012.   | Detono Zagreb         | Let Cepelin Toma-Soft | Nepoznata kratica »« · Nepoznata kratica »« | Detono Zagreb                            | AKRP Zagreb          | Nepoznata kratica »« · Nepoznata kratica »«   |                    |                                                          | [ 14 ]        |
| 1             |                    |                    | 36         | 15         | 8          | •          | 2011.   | Detono Zagreb         | BHC Dubrava           | Nepoznata kratica »« · Nepoznata kratica »« | BHC Sokol                                | Detono Zagreb        | Nepoznata kratica »« · Nepoznata kratica »«   |                    |                                                          | [ 15 ] [ 16 ] |
| 1             |                    |                    | 34         | 10         | 6          | •          | 2010.   | Detono Zagreb         | Let Cepelin Toma-Soft | Nepoznata kratica »« · Nepoznata kratica »« | Detono Zagreb                            | Presing Zagreb       | Nepoznata kratica »« · Nepoznata kratica »«   |                    |                                                          | [ 17 ]        |
| 1             |                    |                    | 31         | 11         | 5          | •          | 2009.   | Let Cepelin Toma-Soft | Detono Zagreb         | Nepoznata kratica »« · Nepoznata kratica »« | Rezerve (2. ekipa Detona Zagreb)         | Detono Zagreb        | Nepoznata kratica »« · Nepoznata kratica »«   |                    |                                                          | [ 18 ]        |
| 1             |                    |                    | 18         | 13         | 5          | •          | 2008.   | Detono Zagreb         | KRP Dugi Rat          | Nepoznata kratica »« · Nepoznata kratica »« | Kontesa Nera                             | Trešnja Klub         | Nepoznata kratica »« · Nepoznata kratica »«   |                    |                                                          | [ 19 ]        |

### Statistika (2019.)
| Ekipa | Ekipa             | Pobjede | Top 4 |   |   |
| ----- | ----------------- | ------- | ----- | - | - |
| Ž     | Agenta Girls      | Pobjede | Top 4 | 2 | 2 |
| M     | Detono Zagreb (M) | 10      |       |   |   |
| Ž     | Detono Zagreb (Ž) | 3       |       |   |   |
| Ž     | Kontesa Nera      | 2       |       |   |   |

|   | Ekipa             | Pobjede | Top 4 |
| - | ----------------- | ------- | ----- |
| Ž | Agenta Girls      | 2       | 2     |
| M | Detono Zagreb (M) | 4       |       |

## Vanjske poveznice
- [neaktivna poveznica], službena stranica
- Organizator turnira, službena stranica turnira
- Hrvatski rukometni savez – Rukomet na pijesku, bhc.com.hr